# Hallomenus arimotoi
Hallomenus arimotoi là một loài bọ cánh cứng trong họ Tetratomidae. Loài này được Toyoshima & Ishikawa miêu tả khoa học đầu tiên năm 2000.